# إغزران
إغزران هي قرية مغربية تنتمي لإقليم صفرو، جنوبي مدينة فاس. تضم هذه البلدة 11.050 ساكنا حسب إحصاء سبتمبر 2004.